# Cheilotrichia brevifida
Cheilotrichia brevifida är en tvåvingeart som beskrevs av Alexander 1970. Cheilotrichia brevifida ingår i släktet Cheilotrichia och familjen småharkrankar.
Artens utbredningsområde är Panama. Inga underarter finns listade i Catalogue of Life.